# Эффективное сечение
Эффективное сечение — физическая величина, характеризующая вероятность перехода системы двух взаимодействующих частиц в определённое конечное состояние, количественная характеристика актов столкновения частиц, налетающих на мишень потока, с частицами мишени. Широко применяется в атомной и ядерной физике при исследовании процессов рассеяния пучков частиц на мишенях.
Эффективное поперечное сечение имеет размерность площади. Наглядно эту величину можно представить как условную сумму поперечных сечений частиц, из которых состоит мишень. При облучении этой мишени равномерным потоком, частицы, составляющие поток, должны попасть в это поперечное сечение. Частицы, которые «промахнутся» — не примут участия в рассматриваемом канале взаимодействия.

## Определение
Эффективное сечение определяется как отношение числа взаимодействий {\displaystyle N} в единицу времени для потока частиц сорта {\displaystyle 1} с плотностью {\displaystyle n_{1}}, летящих со скоростью {\displaystyle v_{1}} падающих на мишень, состоящую из частиц сорта {\displaystyle 2} с плотностью частиц {\displaystyle n_{2}} и объёмом {\displaystyle V} к плотности потока {\displaystyle n_{1}v_{1}} и к числу частиц в мишени {\displaystyle n_{2}V}:
{\displaystyle \sigma ={\frac {N}{n_{1}v_{1}n_{2}V}}}
Такое сечение с достаточной полнотой характеризует, например, процесс поглощения (нейтрона или фотона). Из известного сечения поглощения и плотности поглощающих центров {\displaystyle n_{2}} можно подсчитать коэффициент поглощения {\displaystyle \mu } частиц сорта 1 в материале мишени:
{\displaystyle \mu =n_{2}\sigma .}

### Дифференциальное сечение рассеяния
В случае упругого рассеяния пучка частиц рассеянные частицы вылетают под разными углами по отношению к направлению импульса падающей частицы. Детальное описание этого процесса даёт дифференциальное эффективное сечение {\displaystyle \left({\mathrm {d} \sigma  \over \mathrm {d} \Omega }\right)}, в определение которого вместо полного числа взаимодействий в единицу времени входит дифференциал числа взаимодействий в единицу времени {\displaystyle \mathrm {d} N}, в результате которых частица сорта 1 приобрела импульс с направлением в элементе телесного угла ({\displaystyle \mathrm {d} \Omega }):
{\displaystyle \mathrm {d} \sigma ={\frac {\mathrm {d} N}{n_{1}v_{1}n_{2}V}}} или {\displaystyle {\frac {\mathrm {d} \sigma }{\mathrm {d} \Omega }}={\frac {\frac {\mathrm {d} N}{\mathrm {d} \Omega }}{n_{1}v_{1}n_{2}V}}}
Интегрирование по полному телесному углу даёт полное сечение, для рассеяния на любые углы:
{\displaystyle \sigma =\int {d\sigma  \over d\Omega }d\Omega }
При наличии неупругих взаимодействий полное сечение складывается из сечения для упругих и неупругих рассеяний. Для каждого типа (канала) неупругих взаимодействий может быть введено отдельное эффективное сечение.

### Дифференциальное сечение реакции
При прохождении через мишень, частицы сорта {\displaystyle 1} сталкиваются с частицами сорта {\displaystyle 2} и вступают в реакцию {\displaystyle 1+2\rightarrow 3+4}, в результате которой из мишени вылетают частицы сорта {\displaystyle 3} и {\displaystyle 4}. Обозначим как {\displaystyle dN} число частиц сорта {\displaystyle 3} или {\displaystyle 4}, которые за 1 сек пролетают через элемент {\displaystyle dS} поверхности, стягивающей бесконечно малый элемент телесного угла {\displaystyle d\Omega }. Эффективным сечением называется величина {\displaystyle d\sigma ={\frac {dN}{n_{1}v_{1}n_{2}V}}}. Дифференциальное эффективное сечение равно отношению эффективного сечения к элементу телесного угла {\displaystyle {\frac {d\sigma }{d\Omega }}={\frac {\frac {dN}{d\Omega }}{n_{1}v_{1}n_{2}V}}}.
Интегральное эффективное сечение равно {\displaystyle \sigma =\int d\sigma =\int {\frac {d\sigma }{d\Omega }}d\Omega ={\frac {N}{n_{1}v_{1}n_{2}V}}}, где {\displaystyle N} — полное число вылетающих в единицу времени из тонкой мишени частиц {\displaystyle 3} или {\displaystyle 4}.

## Ядерная физика
Эффективное поперечное сечение широко используется в ядерной и нейтронной физике для выражения вероятности протекания определённой ядерной реакции при столкновении двух частиц.
Типичный радиус атомного ядра составляет порядка 10−14 м, то есть поперечное сечение ядра — порядка 10−28 м². Можно ожидать, что сечения взаимодействий частиц с ядром должны иметь примерно такую величину. Она получила своё собственное наименование — барн, — и обычно используется как единица измерения сечения ядерных реакций. Однако, на самом деле, сечения реакций могут изменяться в очень широких пределах.
Если радиус ядра больше, чем длина волны де Бройля налетающей частицы (большие энергии), то максимальное сечение определяется геометрическими размерами ядра (πR²). В области малых энергий максимальное сечение определяется, наоборот, длиной волны де Бройля. Реальные значения сечений могут быть намного меньше максимальных, они зависят от энергии налетающих частиц, типа реакции, ориентации спинов частиц и т. п.

### Нейтронные сечения ядер

Сечения рассеяния (сплошные линии) и захвата (точечные) нейтрона для ядер разных элементов

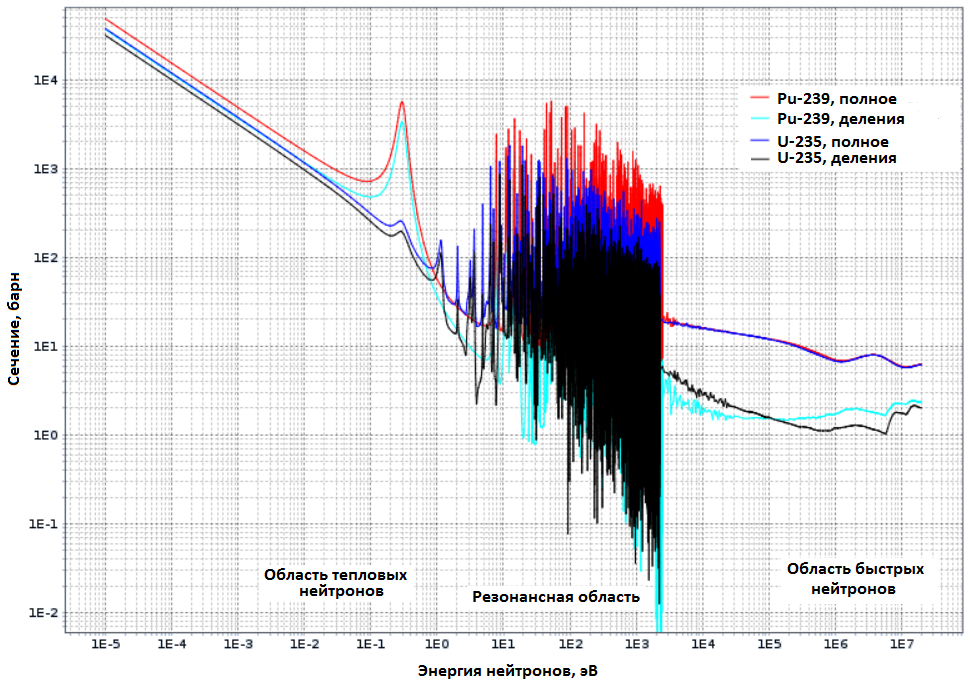
Полное сечение реакции с нейтроном и сечение деления для U-235 и Pu-239

Взаимодействие ядра атома и нейтрона является краеугольным камнем ядерных технологий. Вероятность взаимодействия ядра и нейтрона именуют полным сечением. Процесс взаимодействия может происходить по нескольким схемам. Вероятность каждой конкретной схемы (ее сечение взаимодействия) зависит от состава ядра и кинетической энергии нейтрона:
- Упругое рассеяние, при котором ядро сохраняет целостность. Нейтрон и ядро изменяют свою кинетическую энергию в соответствии с законами механики. Вероятность такого сценария характеризует сечение рассеяния.
- Ядерная реакция, при которой ядро поглощает нейтрон (нейтронный захват). Её вероятность характеризуется сечением захвата. Существует множество сценариев последствий захвата нейтрона, каждый из которых также может характеризоваться своим сечением. Например, некоторые ядра после захвата становятся нестабильны и распадаются. Такую вероятность характеризуют сечением деления.
- Неупругое рассеяние, при которой ядро разваливается под ударом нейтрона.

| элемент | нейтронное сечение, барн | нейтронное сечение, барн | нейтронное сечение, барн | нейтронное сечение, барн |
| элемент | поглощения               | поглощения               | рассеяния                | рассеяния                |
| элемент | тепловые нейтроны        | быстрые нейтроны         | тепловые нейтроны        | быстрые нейтроны         |
| ------- | ------------------------ | ------------------------ | ------------------------ | ------------------------ |
| C       | 0,0034                   | 0,0001                   | 4,75                     | 0,619                    |
| Na      | 0,515                    | 0,002                    | 4                        | 0,437                    |
| Fe      | 2,55                     | 0,010                    | 10,9                     | 0,85                     |
| Zr      | 0,185                    | 0,023                    | 6,40                     | 0,97                     |
| 238U    | 2,7                      | 0,331                    | 8,9                      | 0,664                    |